# Christine Wimbauer
Christine Wimbauer (* 1973) ist eine deutsche Soziologin und Geschlechterforscherin.

## Leben
Christine Wimbauer studierte Soziologie, Rechtswissenschaften und Sozialpsychologie an der Ludwig-Maximilians-Universität München (LMU). Dort wurde sie 2003 am Institut für Soziologie als Mitglied des Sonderforschungsbereiches 536 „Reflexive Modernisierung“ promoviert (Dr. phil.). Ihre Dissertation Geld und Liebe. Zur symbolischen Bedeutung von Geld in Paarbeziehungen wurde mit dem Dissertationspreis der LMU München und der Deutschen Gesellschaft für Soziologie ausgezeichnet. Nach einem Emmy-Noether-Stipendium an der Yale University leitete sie von 2006 bis 2010 die Emmy-Noether-Nachwuchsgruppe „Liebe, Arbeit, Anerkennung – Anerkennung und Ungleichheit in Doppelkarriere-Paaren“, zunächst am Institut für Arbeitsmarkt- und Berufsforschung (IAB) und der FAU Erlangen-Nürnberg, anschließend am Wissenschaftszentrum Berlin für Sozialforschung (WZB). 2011 habilitierte sie sich an der Humboldt-Universität zu Berlin mit einer Arbeit zu Anerkennung und Ungleichheit in Doppelkarriere-Paaren. Das Buch Wenn Arbeit Liebe ersetzt. Doppelkarriere-Paare zwischen Anerkennung und Ungleichheit erschien 2012 als eine überarbeitete Fassung ihrer Habilitationsschrift. Von 1. Januar 2011 bis März 2014 war sie Professorin für Soziologie mit Schwerpunkt Soziale Ungleichheit und Geschlecht an der Universität Duisburg-Essen. Von April 2014 bis Ende Februar 2015 war sie Professorin für Mikrosoziologie mit Schwerpunkt Geschlechterverhältnisse am Institut für Soziologie der Eberhard Karls Universität Tübingen.
Im März 2015 übernahm Christine Wimbauer Hildegard Maria Nickels Professur für "Soziologie der Arbeit und Geschlechterverhältnisse" am Institut für Sozialwissenschaften an der Humboldt-Universität zu Berlin.

## Forschung
Forschungsthemen von Christine Wimbauer sind soziale Ungleichheiten und besonders Ungleichheiten zwischen den Geschlechtern. Im Zentrum ihrer Arbeiten steht, wie sich das Verhältnis von Erwerbsarbeit und Familie bzw. von privaten Beziehungen zeigt. Hierbei sind Ungleichheiten der Geschlechter am Arbeitsmarkt und in Arbeitsorganisationen von Interesse, Fragen der (Nicht-)Vereinbarkeit von Beruf mit Familie und Paarbeziehungen und schließlich auch die sozialstaatliche und familienpolitische (Re-)Produktion von Ungleichheiten im Geschlechterverhältnis.

## Arbeitsschwerpunkte
Forschungsschwerpunkte sind u. a.:
- Liebe und Familie(n) jenseits der heterosexuellen Norm, Queer Theorie, LGBTIQ*
- Prekarisierung im Lebenszusammenhang
- Soziale Ungleichheit und Sozialstrukturanalyse
- Sozialpolitik und Wohlfahrtsstaat
- Soziologie der Arbeit, insbesondere Wandel von Erwerbs- und Reproduktionsarbeit,  Arbeits/Organisationen, (Un-)Vereinbarkeit von Arbeit und Leben
- Soziologie der Paarbeziehungen und Mikrosoziologie
- Soziologische Geschlechterforschung, insbes. Soziologie der Geschlechterverhältnisse; Fürsorge und Selbstsorgeverhältnisse
- Soziologische Theorie, Anerkennungstheorie

## Schriften (Auswahl)
- Co-Parenting und die Zukunft der Liebe. Über post-romantische Elternschaft.  transcript, Bielefeld 2021.[1]
- mit Mona Motakef: Prekäre Arbeit, prekäre Liebe. Über Anerkennung und unsichere Lebensverhältnisse. Campus, Frankfurt/New York 2020.[2]
- mit Almut Peukert, Julia Teschlade und Elisabeth Holzleithner: Elternschaft und Familie jenseits von Heteronormativität und Zweigeschlechtlichkeit. Sonderheft 5 der Zeitschrift GENDER. Barbara Budrich, Opladen 2020.[3]
- mit Mona Motakef: Das Paarinterview. Methodologie – Methode – Methodenpraxis VS Springer, Wiesbaden 2017.
- Das Paarinterview in der soziologischen Paarforschung. Method(olog)ische und forschungspraktische Überlegungen [87 Absätze]. In: Forum Qualitative Sozialforschung / Forum: Qualitative Social Research, 18 (2), Art. 4[4]
- Wenn Arbeit Liebe ersetzt. Doppelkarriere-Paare zwischen Anerkennung und Ungleichheit. Campus, Frankfurt/New York 2012.
- Geld und Liebe. Zur symbolischen Bedeutung von Geld in Paarbeziehungen. Campus, Frankfurt/New York 2003.
- Organisation, Geschlecht, Karriere. Fallstudien aus einem Forschungsinstitut. Studien zur Wissenschafts- und Organisationssoziologie, Band 1. Leske + Budrich, Opladen 1999.
- mit Alessandra Rusconi, Mona Motakef, Beate Kortendiek und Peter A. Berger (Hrsg.): Paare und Ungleichheit(en). Eine Verhältnisbestimmung. Sonderheft Gender: Zeitschrift für Geschlecht, Kultur und Gesellschaft. Band 2, 2013.
- mit Annette Henninger und Markus Gottwald (Hrsg.): Die Gesellschaft als ‚institutionalisierte Anerkennungsordnung‘ – Anerkennung und Ungleichheit in Paarbeziehungen, Arbeitsorganisationen und Sozialstaat. Barbara Budrich, Opladen 2007.
- mit Heike Solga (Hrsg.): „Wenn zwei das Gleiche tun...“ – Ideal und Realität sozialer (Un-) Gleichheit in Dual Career Couples. Verlag Barbara Budrich, Opladen 2005.